# Schnurrdiburr oder Die Bienen
Schnurrdiburr oder Die Bienen ist eine 1872 erschienene Bildergeschichte des humoristischen Dichters und Zeichners Wilhelm Busch. Sie ist eine der wenigen Bildergeschichten im Werk Buschs, bei der Prügelstrafen oder andere Grausamkeiten weitgehend ausbleiben. Sie ist überwiegend gutartig, auch wenn Hans Dralles Schwein so von den Bienen gestochen wird, dass es anschwillt; der Knabe Eugen ebenfalls gestochen wird, das Blumen-Liebespaar Krokus und Aurikel in einem Buch von Heine gepresst wird. Ansonsten weist die Geschichte ein für Wilhelm Busch ungewohntes Happy End auf.
Die Bienen sind in dieser Bildergeschichte vermenschlicht. Wilhelm Busch, der einen Teil seiner Kindheit bei seinem Onkel, dem Pfarrer Georg Kleine, verbracht hat, der auch ein erfahrener Imker war, hat in diese Bildergeschichte zahlreiche zutreffende naturkundliche Sachverhalte einfließen lassen. Treffend sind die Arbeitsteilung im Bienenstock, die Aufzucht und Fütterung der Brut, das Schwärmen der Bienen und der Kampf gegen Feinde des Bienenstocks gezeigt. Träge sind allein die Drohnen:
Und nur die alten Brummeldrohnen

Gefräßig, dick und faul und dumm,

Die ganz umsonst im Hause wohnen,

Faulenzen noch im Bett herum.

„Hum!“ brummelt so ein alter Brummer,

„Was, Dunner! Ist es schon so spät!?“
Der Imker ist hier Honigdieb und Bienentöter.

## Belege

### Einzelbelege
1. ↑  Schury, S. 60